# Đurđina Jauković
Đurđina Jauković, née le 24 février 1997 à Nikšić, est une handballeuse internationale monténégrine qui joue au poste d'arrière gauche dans le club de Brest Bretagne Handball.

## Biographie
Aux Jeux olympiques de 2016, elle est à 19 ans, 5 mois et 13 jours la joueuse la plus jeune de la compétition.
À l'âge de 23 ans, Jaukovic quitte le Monténégro et s'engage à partir de la saison 2020-2021 avec le Brest Bretagne Handball pour une durée de 2 ans. Elle se blesse à un ligament croisé du genou gauche en septembre 2021 lors d'un match de championnat de France. Le mois suivant, elle prolonge son contrat avec son club jusque 2024. Elle reprend la compétition en août 2022. Subissant une rupture partielle d'un ligament croisé en février, elle choisit contrairement à sa blessure de 2021 de ne pas se faire opérer. En octobre 2023, elle est à nouveau atteinte d'une rupture, cette fois complète, du ligament croisé antérieur du genou gauche.
En décembre 2022, elle remporte la médaille de bronze aux championnats d'Europe avec l'équipe du Monténégro en battant l'équipe de France.

## Palmarès

### En sélection
Jeux olympiques
- 11e aux Jeux olympiques de 2016

championnat du monde
- 8e du championnat du monde 2015
- 6e du championnat du monde 2017

championnat d'Europe
- 4e du championnat d'Europe 2014
- 13e du championnat d'Europe 2016
- 9e du championnat d'Europe 2018
- 3e du championnat d'Europe 2022

### En club
compétitions nationales
- championne du Monténégro en 2016, 2017, 2018 et 2019 (avec ŽRK Budućnost Podgorica)
- vainqueur de la coupe du Monténégro en 2016, 2017, 2018 et 2019 (avec ŽRK Budućnost Podgorica)
- vainqueur de la coupe de France en 2021 (avec Brest Bretagne Handball)
- championne de France en 2021 (avec Brest Bretagne Handball)
- Vice-championne de la Ligue des Champions en 2021 (Brest Bretagne Handball)

### Distinctions individuelles
- élue meilleure joueuse du championnat d'Europe junior 2015[5]
- meilleure marqueuse du championnat d'Europe junior 2015[5]

## Statistiques
Club: Brest Bretagne Handball - 288 buts
- 2020-2021: 153 buts
- 2021-2022: 9 buts (blessée)
- 2022-2023: 102 buts (blessée)
- 2023-2024: 24 buts (blessée)